# Associação Esportiva Tiradentes
'Associação Esportiva Tiradentes, noto anche semplicemente come Tiradentes, è una società calcistica brasiliana con sede nella città di Fortaleza, capitale dello stato del Ceará.

## Storia
Il club è stato fondato il 15 settembre 1961. Ha vinto il Campionato Cearense nel 1992.

## Palmarès

### Competizioni statali
- Campionato Cearense: 1

1992
- Campeonato Cearense Série B: 2

1968, 2015